# Сико (князь Беневенто)
Сико (Сикон; итал. Sicone, лат. Sico; около 772—832) — лангобардский князь Беневенто в 817—832 годы.

## Биография
Прежде чем стать князем Беневенто, Сико был гастальдом Ачеренцы. После убийства Гримоальда IV в 817 году он занял княжеский престол. Сико дал те же пустые обещания дани и верности императору Людовику Благочестивому, которые дал и Гримоальд.
Сико, попробовав расширить княжество за счет Византии, осадил Неаполь (точная дата неизвестна, предположительно в 831 году), но не смог взять город. Тем не менее, он забрал тело неаполитанского покровителя, святого Януария, который был родом из Беневенто. Также Сико стал основателем династии князей Капуи, даровав эту древнюю крепость Ландульфу I как гастальду. Ландульф почтил своего благодетеля, назвав свой первый замок Сикополис.
Когда Сико умер, ему наследовал его сын Сикард. Его дочь Итта (также Ита или Итана) вышла замуж за герцога Сполето Гвидо I. Сико иногда значится как князь Салерно Сико I, а Сико Салернский — как Сико II.